# Мезенівка
Мезе́нівка — село в Україні,  у Краснопільській селищній громаді Сумського району Сумської області. Населення становить 1273 осіб. До 2020 орган місцевого самоврядування — Мезенівська сільська рада.

## Географія
Село стоїть на річці Пожні, вище за течією якої на відстані 6,5 км розкинулось село Лісове, нижче — за 2,5 км село Славгород. На річці є кілька гребель.
Розташоване за 18 км на південь від районного центру селища Краснопілля та залізничої станції Краснопілля.
Через село пролягають автомобільні дороги Т 1901 і Т 1913.
Знаходиться фактично в прикордонній зоні.

## Історія
Засноване у середині XVII століття.
За даними на 1864 рік у власницькому селі Охтирського повіту Харківської губернії мешкало 859 осіб (407 чоловічої статі та 452 — жіночої), налічувалось 120 дворових господарств, існували православна церква, цукровий та селітряний заводи.
Село постраждало внаслідок колективізації та масштабного геноциду українського народу, проведеного урядом СССР 1923—1933 та 1946–1947 роках.
У 1985 році була зруйнована Троїцька церква, зведена 1800 року.
12 червня 2020 року, відповідно до розпорядження Кабінету Міністрів України № 723-р «Про визначення адміністративних центрів та затвердження територій територіальних громад Сумської області», село увійшло до складу Краснопільської селищної громади.
19 липня 2020 року, в результаті адміністративно-територіальної реформи та ліквідації Краснопільського району, увійшло до складу новоутвореного Сумського району.
1 вересня 2025 року на подвір'ї Мезенівської загальноосвітньої школи відбулась церемонія відкриття меморіальної дошки підполковнику Збройних Сил України, випускнику школи Артуру Костюченку.
Рішенням Мезенівської сільської ради вулицю Першотравневу села Мезенівка було перейменовано на вулицю Артура Костюченка.

### Російсько-українська війна
16 травня 2022 року близько пів на п'яту ранку по Краснопільській громаді росіянами було нанесено ракетний авіаудар. Ворог поцілив ракетами на цвинтар, розташований на околиці села, зруйнувавши могили — утворилася вирва. О п'ятій годині ранку над селом зафіксували ворожий безпілотник, з території РФ ворог відкрив мінометний вогонь по будинках мирних мешканців та місцевій школі. Всього було 26 вибухів. На подвір'ї однієї з родин у Мезенівці почалася пожежа — згоріла літня кухня та автомобіль, повідомив голова Сумської ОВА Дмитро Живицький. Також російські війська обстріляла місцеву школу. Повністю зруйнована покрівля школи, вікна, двері, стеля, повідомили на Facebook-сторінці Краснопільської селищної ради. В ОК «Північ» зазначили, що обстріл вівся по території села Мезенівка Краснопільської громади. В Держприкордонслужбі України зазначили, що мінометний обстріл був з російського села Дронівка Бєлгородської області.
26 серпня 2024 року російські загарбники продовжували обстрілювати прикордонні території Сумської області. Зокрема в селі зафіксовано 2 обстріли: 10 вибухів, ймовірно ствольна артилерія 152 мм.   
27 серпня 2024 року ОК «Північ» інформує про обстріли села. Зафіксовано 2 обстріли: 3 вибухи, ймовірно ФПВ-дрон. В результаті обстрілу пошкоджено цивільний автомобіль.
За уточненими даними ОК «Північ» 31 серпня 2024 року в селі зафіксовано 2 обстріли: 4 вибухи, ймовірно ствольна артилерія 152 мм; 4 вибухи, ймовірно міномет 120 мм. Внаслідок обстрілу пошкоджено об’єкт критичної інфраструктури.

## Населення

### Мова
Розподіл населення за рідною мовою за даними :
| Мова            | Кількість | Відсоток |
| --------------- | --------- | -------- |
| українська      | 1147      | 90.10%   |
| російська       | 110       | 8.64%    |
| білоруська      | 11        | 0.86%    |
| вірменська      | 2         | 0.16%    |
| інші/не вказали | 3         | 0.24%    |
| Усього          | 1273      | 100%     |

## Економіка
- Мезенівський цукровий завод

## Відомі люди
Веремієнко Сергій Вікторович — український військовик, учасник російсько-української війни.
Костюченко Артур Іванович (1977—2015) — підполковник Збройних сил України, учасник російсько-української війни.

## Освіта
- Діє школа (Мезенівський навчально-виховний комплекс).